# Mujeres Libres
Mujeres libres fue una organización feminista dentro del anarcosindicalismo español que existió entre abril de 1936 y febrero de 1939, abarcando la guerra civil española. Junto a la Confederación Nacional del Trabajo, la Federación Ibérica de Juventudes Libertarias y la Federación Anarquista Ibérica, constituyó una de las organizaciones del movimiento anarquista español.
A pesar de la igualdad de género que proponía la CNT desde sus orígenes, muchas de las mujeres que militaban en el movimiento pensaron que era necesario que hubiera una organización específica para desarrollar plenamente sus capacidades y su lucha política, ya que veían que muchas de sus demandas no eran tomadas en consideración por sus propios compañeros.

## Trayectoria

### Contexto en el movimiento libertario
Había dos corrientes en el pensamiento anarquista acerca de la naturaleza de las relaciones hombre-mujer y de lo que significaba la igualdad. Una consideraba que las mujeres eran reproductoras y su trabajo fuera de casa era secundario al de los hombres, así que lo que hacía falta para alcanzar la participación de las mujeres era una revaluación del trabajo de la mujer en el hogar; la segunda corriente defendía que las mujeres eran iguales a los hombres y que la clave para su emancipación estaba en su incorporación al trabajo asalariado en términos idénticos a los hombres. Aunque la CNT era partidaria de esta segunda teoría, se prestaba poca atención a la tarea de organización de las trabajadoras y muchos militantes, como explicó Lola Iturbe, "dejan en la puerta de su casa el ropaje de amantes de la liberación femenina y dentro se conducen con la compañera como vulgares maridos."

### Creación
En 1936 la médica Amparo Poch y Gascón, la poeta y sindicalista Lucía Sánchez Saornil y la abogada Mercedes Comaposada fundaron la revista Mujeres libres, que era portavoz de la Federación Mujeres Libres, en pro de la liberación de la mujer obrera. El 20 de agosto de 1937, tuvo lugar en Valencia el primer congreso de Mujeres Libres. En el mismo establecieron sus bases estratégicas expresando su voluntad de constituirse en el cuarto brazo del movimiento libertario desde la autogestión y el federalismo. La Federación creció rápidamente y en octubre de 1938 tenía más de 20 000 integrantes. Era una revista para mujeres, escrita por mujeres. Vetó la colaboración de hombres, a excepción del artista Baltasar Lobo, que era ilustrador y maquetista de la publicación. En mayo de 1936, apareció el primer número de la revista cuyo editorial decía:
'Sin que pretendamos ser infalibles, tenemos la certeza de llegar en el momento oportuno. Ayer, hubiera sido demasiado pronto; mañana, tal vez, demasiado tarde. ... encauzar la acción social de la mujer, dándole una visión nueva de las cosas, evitando que su sensibilidad y su cerebro se contaminen de los errores masculinos. Y entendemos por errores masculinos todos los conceptos actuales de relación y convivencia: errores masculinos, porque rechazamos enérgicamente toda responsabilidad en el devenir histórico, en el que la mujer no ha sido nunca actora, sino testigo obligado e inerme... no nos interesa rememorar el pasado, sino forjar el presente y afrontar el porvenir, con la certidumbre de que en la mujer tiene la Humanidad su reserva suprema, un valor inédito capaz de variar, por la ley de su propia naturaleza, todo el panorama del mundo. ... que miles de mujeres reconocerán aquí su propia voz, y pronto tendremos junto a nosotras toda una juventud femenina que se agita desorientada en fábricas, campos y universidades, buscando afanosamente la manera de encauzar en fórmulas de acción sus inquietudes.'
La educación y la capacitación profesional eran premisas determinantes a la hora de conquistar los derechos de las obreras en el ámbito de una formación anarcosindicalista. Su objetivo era la emancipación de las mujeres de la servidumbre, de la ignorancia y de la sumisión sexual. Las agrupaciones Mujeres Libres de Madrid y el Grupo Cultural Femenino de Barcelona se fusionaron en septiembre de 1936 en la Agrupación de Mujeres Libres. En Barcelona la Agrupación de Mujeres Libres estableció comedores colectivos, organizó cursillos de alfabetización, enfermería y puericultura y envió víveres a la Madrid asediada. La Agrupación Mujeres Libres abrió una Escuela de Chóferes para mujeres para ser útiles en los Servicios de Sanidad de la retaguardia. También impartió cursillos para capacitar a mujeres como conductoras de tranvías.

### Revista
Mujeres libres creó una revista para mantener a sus integrantes informadas. El primer número de la revista, que sería mensual, fue publicada en mayo de 1936. La revista llegaría a alcanzar las 14 publicaciones, el último número fue publicado cuando el frente de la guerra civil alcanzó Barcelona, no quedando ningún ejemplar. La revista, dirigida a las mujeres de clase obrera, centraba su atención en el despertar de la conciencia femenina en pos de las ideas anarquistas. Actualmente la Fundación de Estudios Libertarios Anselmo Lorenzo (FAL) de Madrid, está reeditando la colección de revistas, habiendo sido ya publicados los números 1 y 11. 

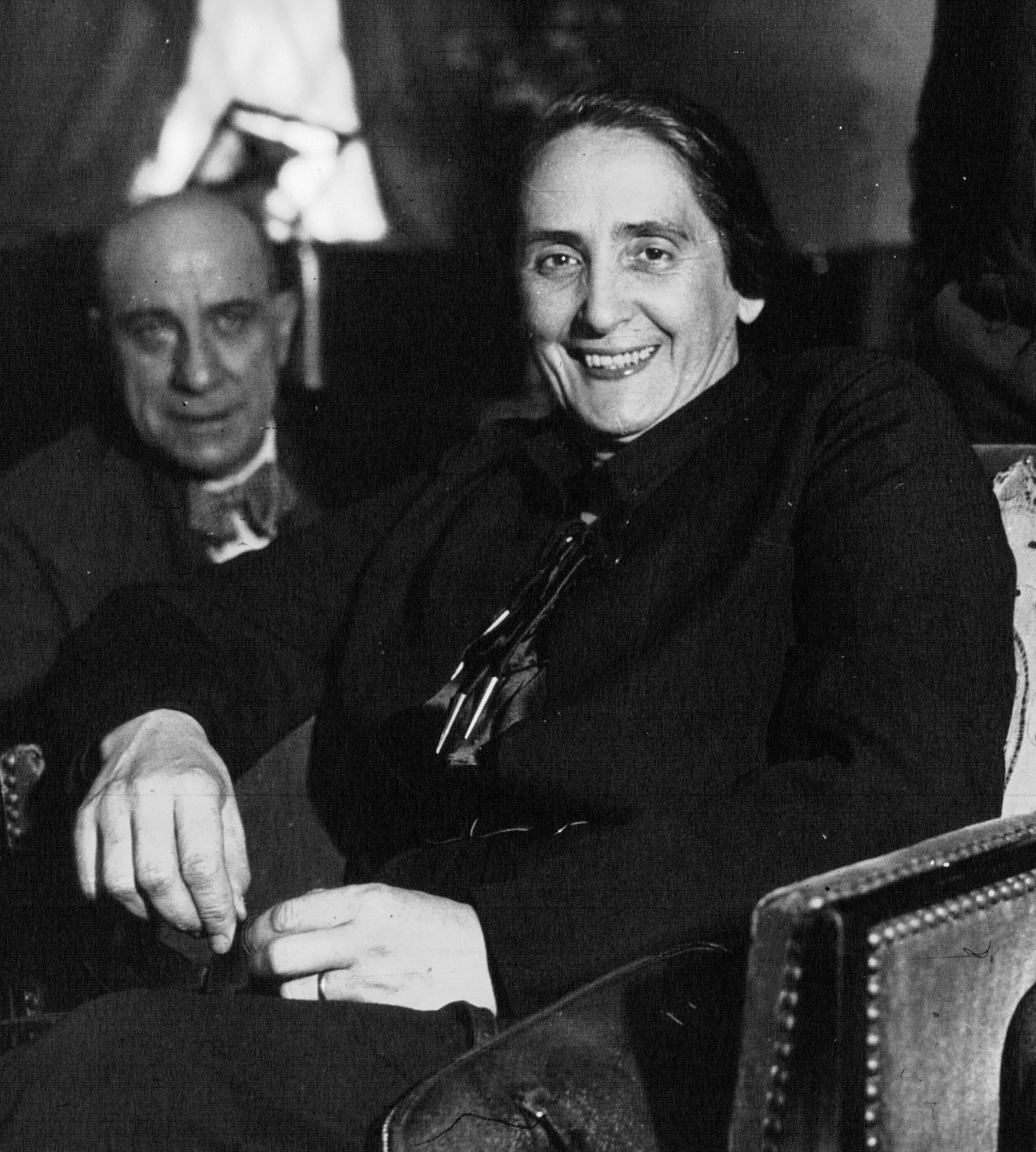
Dolores Ibárruri, figura comunista femenina y dirigente de la AMA, en 1936.

### Relación con otras organizaciones
Hasta su establecimiento como federación nacional en agosto de 1937, Mujeres Libres había consistido en una serie de agrupaciones más o menos independientes. Su primera conferencia nacional reunió a representantes de 90 grupos locales y se constituyó como organización nacional. Su estructura era federal con comités provinciales, regionales y nacional.  Se identificaron con los fines y métodos de la CNT y de la FAI, aunque guardaban su autonomía.

### Ámbitos de actuación
La necesidad de enfrentarse tanto a la revolución como a la guerra les llevó a desarrollar una serie de programas con dos objetivos fundamentales: la capacitación, es decir, la preparación de las mujeres para el compromiso revolucionario, y la captación, que consistía en su corporación activa al movimiento libertario. Para ello establecieron programas educativos, el más básico de los cuales era erradicar el analfabetismo; facilitaron programas para incorporar a las mujeres a la fuerza laboral como trabajadoras cualificadas con un salario digno; se ofrecían programas educativos sobre desarrollo y cuidado infantil; crearon programas para refugiados que ofrecían asilo y escuelas además de otros servicios y asistencia a combatientes tanto en el frente de batalla como en los hospitales.
También, defendiendo la idea de que las mujeres no solo eran madres, se formó un sistema que proveía cuidados de atención infantil para mujeres que estuvieran sirviendo como delegadas de la unión, lo que sirvió para que se les unieran muchas mujeres.

#### Lucha contra la prostitución
En Barcelona, Mujeres Libres fue el origen de la creación de la Casa de la dona treballadora y de la campaña para la reinserción de las prostitutas en los "liberatorios de prostitución". La prostitución se combatía firmemente. Su objetivo no era desarrollarla, sino erradicarla, haciendo que las mujeres fueran económicamente independientes y llevando a cabo una profunda revolución social y moral. Lamentaban ver a muchos de sus compañeros de clase varones visitando burdeles.
En su libro Carnets de la guerre d'Espagne, la poetisa y escritora anglo-australiana Mary Low señala que:

«Las prostitutas finalmente se ocuparon de sus propios intereses y pudieron hacer valer sus derechos. Un día comprendieron que ellas también podían encontrar su lugar en la revolución. Luego expulsaron a los propietarios de las casas donde trabajaban y ocuparon los "lugares de trabajo". Se proclamaron iguales a todos. Después de un debate muy acalorado, crearon un sindicato afiliado a la CNT. Todos los beneficios se compartieron por igual. En la puerta de cada prostíbulo, un cartel sustituyó al Sagrado Corazón de Jesús. En él se podia leer: SE LES PIDE QUE TRATEN A LAS MUJERES COMO CAMARADAS. Por orden del Comité».
Mary Low, Red Spanish Notebook.

### Publicaciones[8]
- Mercedes Comaposada Guillén,  Esquemas  y ¿Cómo organizar una agrupación Mujeres Libres? (1937)
- Carmen Conde, Enseñanza nueva (1936); Poemas en la guerra,  (1937) y La composición literaria infantil (1938)
- Federn Etta, Mujeres de las revoluciones (1938)
- Amparo Puig i Gascón, Niño (1937) y La ciencia y la enfermedad (1938)
- Lucía Sánchez Saornil, Horas de revolución (1937) y Romancero de Mujeres Libres (1938)
- Doctora Salud, Alegre sanatorio de optimismo (1938)

## Tras la Guerra Civil
Al acabar la Guerra Civil muchas de ellas marcharon al exilio. Mercedes Comaposada, Sara Berenguer, Libertad Ródenas, Pepita Carpena Amat y Concha Liaño, entre otras. Algunas se integraron en la resistencia y en la reorganización del movimiento libertario como Sara Berenguer.
Las que se quedaron conocieron la represión o el silencio. Algunas formaron parte de la organización clandestina Unión de Mujeres Demócratas que estuvo vigente hasta el 1953 y que tuvo como función ayudar a los presos, realizar actividades contra el régimen franquista y servir como lugar de encuentro y de discusión entre las mujeres.
En los años 1970, durante la transición española se reactivó la organización en Madrid, Valencia, Barcelona y Andalucía estructurándose en federaciones de agrupaciones locales hasta lograr una coordinación a nivel estatal, potenciando en cada zona de actividad grupos de Mujeres autónomas y federadas en los centros de trabajo.
El grupo de Madrid  publicó la revista Mujeres libertarias,  de la cual se editaron 14 números. El colectivo se disolvió en 1993 un año después de la muerte de su principal impulsora María Bruguera. Entre 1980 y 1981 se formalizó el grupo de Mujeres Libertarias CNT-A en Zaragoza  que se disolvió 8 años después.

## En la ficción
En 1996 Vicente Aranda dirigió la película Libertarias, sobre mujeres militantes de Mujeres Libres, cuyas protagonistas eran Ana Belén, Victoria Abril y Ariadna Gil entre otras.